# Curveulima
Genre
Curveulima est un genre de mollusques gastéropodes au sein de la famille Eulimidae. Les espèces rangées dans ce genre sont marines et parasitent des échinodermes.

## Liste d'espèces
Selon World Register of Marine Species (14 mars 2021) :
- Curveulima abrupta Laseron, 1955
- Curveulima aupouria (Powell, 1937)
- Curveulima beneitoi Peñas & Rolán, 2006
- Curveulima bollonsi (Powell, 1937)
- Curveulima capensis (Thiele, 1915)
- Curveulima carifa (Bartsch, 1915)
- Curveulima cornuta Laseron, 1955
- Curveulima dautzenbergi (Pallary, 1900)
- Curveulima denscolubri (Melvill, 1896)
- Curveulima devians (Monterosato, 1884)
- Curveulima eschara Bouchet & Warén, 1986
- Curveulima flavipunctata Habe, 1961
- Curveulima icafra (Bartsch, 1915)
- Curveulima indiscreta (Tate, 1898)
- Curveulima komai (Habe, 1950)
- Curveulima kowiensis (W. H. Turton, 1932)
- Curveulima litoris Laseron, 1955
- Curveulima macrophthalmica (Warén, 1972)
- Curveulima manifesta Laseron, 1955
- Curveulima marshalli Bouchet & Warén, 1986
- Curveulima obliquistoma Bouchet & Warén, 1986
- Curveulima otakauica (Dell, 1956)
- Curveulima styla Hoffman, van Heugten & Lavaleye, 2011
- Curveulima titahica (Suter, 1908)